# 孫文奎
孫文奎（？—？），浙江绍兴人，明朝政治人物。举人出身。
崇祯十七年（1644年），擔任明朝廣州府新安縣知縣。后由楊昌接任。